# Vanessa Fernandes
Vanessa de Sousa Fernandes (Perosinho, 14 settembre 1985) è una triatleta portoghese, campionessa del mondo nel 2007.

## Carriera
Ha iniziato a gareggiare nel 2001, all'età di 15 anni, classificandosi 18º assoluta nella categoria junior ai Campionati europei di Karlovy Vary.
Nel 2002 dopo dei discreti risultati in coppa del mondo nella categoria Élite (34° a Tiszaujvaros, 29° a Nizza e 12° a Funchal) ottiene i primi risultati importanti nella categoria junior con due esaltanti 3º posto agli Europei di triathlon di Győr e agli Europei di duathlon di Zeitz. Sfiora l'impresa di conseguire il podio nella categoria junior anche ai mondiali di triathlon di Cancún dello stesso anno, classificandosi 4º assoluta.
Nel 2003 -  gara di Corner Brook a parte dove si classifica 20º assoluta - non arriva mai oltre la 10ª posizione (10° ad Ishigaki, 9° a St. Anthonys, 9° a Funchal). Nello stesso anno, arrivano le prime vittorie in gare di coppa del mondo (Madrid e Cancún) ed il podio in quella di Rio de Janeiro, oltre alla vittoria al triathlon internazionale di Estoril e al 2º posto a Praia da Vitória.
Si laurea campionessa europea di triathlon, categoria junior, agli Europei di Karlovy Vary e vince il bronzo nella stessa categoria ai mondiali di Queenstown dello stesso anno.

### Il dominio a livello europeo
Dal 2004 al 2008 vince per 5 volte consecutive i campionati europei di triathlon. In tutte e cinque le competizioni è la sua frazione finale che le consente di vincere le gare.

### Talento mondiale
Nello stesso periodo vanta, inoltre, 19 vittorie in gare di coppa del mondo.
Nel 2006 arriva 2º assoluta ai mondiali di triathlon di Losanna.
Si laurea campionessa del mondo di triathlon nel 2007 ai Campionati del mondo di Amburgo.
A questi splendidi successi affianca due titoli mondiali conseguiti nel duathlon a Győr nel 2007 e a Rimini nel 2008.

### Le Olimpiadi
Atene 2004: Ai giochi olimpici di Atene, dopo una frazione di nuoto di buon livello ed una frazione in bici nel gruppo inseguitore, realizza uno dei migliori tempi nella frazione finale classificandosi all'ottavo posto assoluto.
Pechino 2008: Nel 2008 si presenta ai giochi olimpici come una delle favorite. Alle Olimpiadi di Pechino non smentisce le attese, arrivando 2º assoluta dietro l'australiana Emma Snowsill e davanti all'altra fortissima australiana Emma Moffatt.

### Dal 2009 a oggi
Nel 2009 l'unico risultato importante che consegue è il 3º posto assoluto ai Campionati europei di triathlon di Holten.
Nel 2010 comincia bene la stagione con una vittoria all'ITU Event di Quarteira. Partecipa, quindi, alla gara della serie dei campionati del mondo di Madrid classificandosi soltanto al 10º posto, risultato non in linea con le sue attese.

## Titoli
- Campionessa del mondo di triathlon (Élite) - 2007
- Campionessa del mondo di duathlon (Élite) - 2007, 2008
- Coppa del mondo di triathlon - 2006, 2007
- Campionessa europea di triathlon (Élite) - 2004, 2005, 2006, 2007, 2008
- Campionessa europea di triathlon (Junior) - 2003
- Campionessa europea di duathlon (Élite) - 2006